# فرناندو بائز (وزنه‌بردار)
فرناندو بائز (اسپانیایی: Fernando Báez‎؛ زادهٔ ۲۵ ژوئیهٔ ۱۹۴۱) وزنه‌بردار اهل پورتوریکو بود.
وی در مسابقات کشوری و بین‌المللی در مجموع برندهٔ ۱ مدال برنز شده‌است.